# Pierre Huyghe
Pierre Huyghe (França/ Paris, 11 de setembro de 1962) é um artista francês que trabalha em uma variedade de mídias, de filmes e esculturas a intervenções públicas e sistemas vivos.
Os trabalhos de Pierre Huyghe desafiam as fronteiras entre ficção e realidade. Suas obras se materializa em meios como filme, situações ou exposições, operando, por vezes, como ecossistemas – jardins, aquários ou um museu com microclima programado. Huyghe inclui em sua prática elementos que desafiam a noção de objeto de arte. Tanto o público quanto outros organismos podem ser incorporados dentro de uma rede dinâmica a fim de criar um grande organismo vivo em constante evolução.

## Educação
Pierre Huyghe (pronuncia-se hweeg) nasceu em Paris em 1962. Ele frequentou a École Supérieure d’Arts Graphiques de 1981 a 1982 e a École Nationale Supérieure des Arts Décoratifs de 1982 a 1985. Ele vive e trabalha em Paris e Nova York.

## Trabalho e Temas
Huyghe tem trabalhado com situações baseadas no tempo e instalações específicas do local desde o início dos anos 1990. Suas obras consistem em formas tão diversas como objetos, filmes, fotografias, desenhos, música, personagens fictícios e ecossistemas desenvolvidos, tratando a exibição e seu ritual como um objeto em si.
Huyghe também participou do Okayama Summit em 2016, e foi o diretor artístico do evento em 2019. Em uma entrevista na Ocula Magazine com Stephanie Bailey, Huyghe explicou que escolheu 'artistas que constroem mundos que têm a capacidade de mudar infinitamente, ao invés de fazerem coisas' - uma qualidade que se traduz em sua própria prática.

### Interpretação de papéis
Em Blanche-Neige (1997), Huyghe revelou o rosto e a história de Lucie Dolène, a dubladora francesa que Walt Disney contratou para fazer a versão em francês de Branca de Neve. Quando a Disney posteriormente relançou o filme e usou a voz de Dolmen sem sua permissão, ela processou a empresa pelo direito de possuir sua própria voz. O filme de Huyghe é uma foto editada simplesmente de Dolène contando sua experiência em sua voz inconfundível (para ouvidos franceses). Blanche-Neige foi uma continuação mais direta de Dubbing (1996), em que Huyghe projeta o filme Poltergeist de Tobe Hooper, mas focaliza sua câmera nos quinze atores que foram contratados para fazer as dublagens francesas, em vez da projeção do filme em si, que só é visível para os atores. Em 1999, Huyghe e o colega artista francês Philippe Parreno transformaram essa ideia da performance subjetiva da linguagem no corpo de um personagem fictício, comprando os direitos de uma figura do mangá a quem apelidaram de "Annlee". Em seguida, eles convidaram outros artistas, incluindo Liam Gillick, Dominique Gonzalez-Foerster, Pierre Joseph, Mélik Ohanian, Joe Scanlan e Rirkrit Tiravanija para produzir vários trabalhos utilizando a personagem Annlee, a soma dos quais se tornou a exposição coletiva itinerante No Ghost Just A Shell. Depois de várias exposições, eles transferiram os direitos autorais da personagem para a Annlee Association - uma entidade legal de propriedade de Annlee, garantindo assim sua liberdade e morte simultâneas.

### Ficção, Memória e Lugar
O vídeo de dois canais de Huyghe, The Third Memory (1999), encomendado pela The Renaissance Society da Universidade de Chicago e posteriormente exibido no Centre Georges Pompidou, em Paris, tem como ponto de partida o filme de Sidney Lumet, Dog Day Afternoon (1975), estrelando Al Pacino no papel do ladrão de banco John Wojtowicz . O vídeo de Huyghe reconstrói o cenário do filme de Sidney Lumet, mas ele permite que o próprio Wojtowicz, agora algumas dezenas de anos mais velho e fora da prisão, conte a história do roubo. Huyghe justapõe imagens da reconstrução com imagens de Dog Day Afternoon, demonstrando que a memória de Wojtowicz foi irrevogavelmente alterada pelo filme sobre sua vida. Streamside Day Follies (2003) foi encomendado pela DIA Art Foundation, de Nova York, e envolveu a relação integrada entre três locais: uma comunidade ficcional no Vale do Hudson que está lançando um festival de bairro igualmente fictício; um filme verité que captura os procedimentos do festival incipiente; e o antigo espaço de exibição da DIA em Manhattan. A exposição implicava a criação regular de um quarto espaço no qual convergiriam a comunidade ficcional, o filme e a galeria. Huyghe conseguiu isso projetando quatro paredes suspensas em trilhos motorizados que foram programados para se organizarem intermitentemente em um compartimento escuro no qual o filme Streamside Day Follies seria exibido. Quando o filme acabasse, as paredes se dispersariam. A Journey that Wasn't (2005) foi encomendado pelo Public Art Fund e pelo Whitney Museum of American Art, Nova York, e envolveu interseções semelhantes de um lugar fictício, um filme e uma convergência ao vivo. Como obra cinematográfica, A Journey that Wasn't (2005) justapõe uma expedição à vela da Terra do Fogo em busca de uma ilha desconhecida na costa da Antártica, com a gravação (e regravação) de sua partitura sinfônica na pista de gelo Wollman em Central Park . A partitura sinfônica foi composta por Joshua Cody e contou com o solista de guitarra Elliott Sharp.
The Host and the Cloud (2010) é um longa-metragem rodado inteiramente no edifício adormecido que abrigava o Museu Nacional de Artes e Tradições Populares de Paris. A narrativa desconexa, melancólica e um tanto sci-fi é estruturada em torno das celebrações do Halloween, Dia dos Namorados e Primeiro de Maio. A estreia do filme na Marian Goodman Gallery, em Nova York, foi acompanhada por várias esculturas Zoodram de Huyghe, aquários elaborados com criaturas marinhas exóticas que não são diferentes do ecossistema humano cativo retratado em The Host and the Cloud. Para dOCUMENTA(13) (2012) Pierre Huyghe criou Untilled (2011-2012), um local de compostagem dentro de um jardim barroco, uma associação não hierárquica que incluía uma escultura de um nu reclinado com a cabeça obscurecida por uma colmeia, chamado Exomind (Deep Water), afrodisíaco e de plantas psicotrópicas, um cachorro com uma perna rosa e um carvalho arrancado dos 7.000 Oaks de Joseph Beuys, entre outros elementos. Untilled ficou em terceiro lugar na lista de Melhor Arte do Século XXI do The Guardian, com o crítico Adrian Searle chamando-o de "trabalho maravilhoso" e "uma elegia para um mundo agonizante".

### Antropomorfismo
Human Mask (2014) é um filme ambientado no pós-desastre de Fukushima que retrata a atividade apática de um macaco-servo treinado vestido com a máscara de uma jovem.

## Exibições

### Exposições individuais
- Pierre Huyghe (2014). Museu de Arte do Condado de Los Angeles (LACMA), Los Angeles, Estados Unidos.[21]
- Pierre Huyghe (2014). Museu Ludwig, Colônia, Alemanha.[22]
- Pierre Huyghe (2013). Centre Pompidou, Paris, França.[23]
- El día del ojo (2012). Museo Tamayo Arte Contemporaneo, Cidade do México, México.[24]
- La saison des fêtes (2010). Museu Nacional Centro de Arte Reina Sofia, Madrid, Espanha.[25]
- Les Grands Ensembles (2010). Art Institute of Chicago, Chicago, Estados Unidos.[26]
- Celebration Park (2006).Tate Modern, Londres, Inglaterra.[27]
- The 1st at Moderna: Pierre Huyghe (2005). Moderna Museet, Estocolmo, Suécia.[28]
- Streamside Day (2005). Museu Irlandês de Arte Moderna, Dublin, Irlanda.[29]
- Pierre Huyghe (2004). Castello di Rivoli Museo d'Arte Contemporanea, Turim, Itália.[30]
- Hugo Boss Prize 2002 Exhibition (2003). Solomon R. Guggenheim Museum, Nova Iorque, Estados Unidos.
- Streamside Day + Streamside Day Follies (2003). DIA Center for the Arts, Nova Iorque, Estados Unidos.
- Interludes (2001). Van Abbemuseum, Eindhoven, Países Baixos.
- No Ghost Just a Shell, Two Minutes Out of Time (2000). Mary Goodman Gallery, Paris, França.
- Blanche-Neige Lucie (1998). Ynglingagatan 1, Estocolmo, Suécia.[31]

### Mostras de Arte
- documenta XI (2002)
- documenta XIII (2012)
- Bienal de Istambul (1999);
- Carnegie International, Pittsburgh (1999);
- Manifesta 2, Luxemburgo (1998)
- 2ª Bienal de Joanesburgo (1997)
- Biennale d'Art Contemporain de Lyon (1995)

## Prêmios e Reconhecimentos
Huyghe recebeu vários prêmios, entre eles:
- Prêmio Nasher, do Centro de Escultura Nasher (2017)[32]
- Prêmio Kurt Schwitters, do Museu Sprengel (2015)[33]
- Condecorado com o título de Oficial da Ordem das Artes e das Letras pelo Ministério da Cultura da França (2013).[34]
- Prêmio Roswitha Haftmann, da Fundação Roswitha Haftmann  (2013)[35]
- Prêmio de Artista Contemporâneo, do Museu Smithsoniano de Arte Americana (2010)[36]
- Prêmio Hugo Boss, do Museu Solomon R. Guggenheim (2002)[37]
- Prêmio Especial do Júri, da Bienal de Veneza (2001)[38]
- Bolsa de residência artística da DAAD Artists-in-Berlin Program (1999-2000)[39]